# Bahnstrecke Monthermé–Hautes-Rivières–Sorendal–Membre
| Ehemaliger Lokschuppen der Chemins de fer départementaux des Ardennes in Monthermé |                                   |                                  |                                  |
| Ehemaliger Streckenverlauf in Frankreich (lila) und Belgien (grün) |                                   |                                  |                                  |
| Streckenlänge: | 27 km                             |                                  |                                  |
| Spurweite: | Bis 1923: 800 mm Ab 1923: 1000 mm |                                  |                                  |
| |                                   |                                  |                                  |
| \| \| \| von Charleville-Mézières \| \| \| \| 0 \| Monthermé/Château-Regnault/Bogny \| Monthermé/Château-Regnault/Bogny \| \| \| \| nach Dinant \| \| \| \| \| Monthermé-Laval-Dieu \| \| \| \| \| Tournavaux \| \| \| \| \| Haulmé \| \| \| \| \| Thilay \| \| \| \| \| Naux \| \| \| \| \| Nohan \| \| \| \| \| Hautes-Rivières \| \| \| \| 20 \| Sorendal \| Sorendal \| \| \| \| Grenze Frankreich/Belgien \| \| \| \| \| Bohan-sur-Semois \| \| \| \| \| Semoy-Brücke \| \| \| \| \| Tunnel \| \| \| \| \| Semoy-Brücke \| \| \| \| 27 \| Membre \| Membre \| \| \| \| nach Vresse et Alle \| \| |                                   |                                  |                                  |
| |                                   | von Charleville-Mézières         |                                  |
| Kopfbahnhof Streckenanfang (Strecke außer Betrieb) · Bahnhof | 0                                 | Monthermé/Château-Regnault/Bogny | Monthermé/Château-Regnault/Bogny |
| Strecke (außer Betrieb) · Strecke nach links |                                   | nach Dinant                      | nach Dinant                      |
| Bahnhof (Strecke außer Betrieb) |                                   | Monthermé-Laval-Dieu             | Monthermé-Laval-Dieu             |
| Bahnhof (Strecke außer Betrieb) |                                   | Tournavaux                       | Tournavaux                       |
| Bahnhof (Strecke außer Betrieb) |                                   | Haulmé                           | Haulmé                           |
| Bahnhof (Strecke außer Betrieb) |                                   | Thilay                           | Thilay                           |
| Bahnhof (Strecke außer Betrieb) |                                   | Naux                             | Naux                             |
| Bahnhof (Strecke außer Betrieb) |                                   | Nohan                            | Nohan                            |
| Bahnhof (Strecke außer Betrieb) |                                   | Hautes-Rivières                  | Hautes-Rivières                  |
| Bahnhof (Strecke außer Betrieb) | 20                                | Sorendal                         | Sorendal                         |
| Grenze (Strecke außer Betrieb) |                                   | Grenze Frankreich/Belgien        | Grenze Frankreich/Belgien        |
| Bahnhof (Strecke außer Betrieb) |                                   | Bohan-sur-Semois                 | Bohan-sur-Semois                 |
| Brücke über Wasserlauf (Strecke außer Betrieb) |                                   | Semoy-Brücke                     | Semoy-Brücke                     |
| Tunnel (Strecke außer Betrieb) |                                   | Tunnel                           | Tunnel                           |
| Brücke über Wasserlauf (Strecke außer Betrieb) |                                   | Semoy-Brücke                     | Semoy-Brücke                     |
| Bahnhof (Strecke außer Betrieb) | 27                                | Membre                           | Membre                           |
| |                                   | nach Vresse et Alle              |                                  |

Die Bahnstrecke  Monthermé–Hautes-Rivières–Sorendal–Membre, lokal auch Petit Train de la Semoy genannt, war eine 27 Kilometer lange Meterspurbahn im Norden Frankreichs und Süden Belgiens, die abschnittsweise ab 1901 in Betrieb genommen wurde und bis 1950  betrieben wurde.

## Geschichte
Der erste Streckenabschnitt der Chemins de fer départementaux des Ardennes führte mit einer Spurweite von 1000 mm am nördlichen Ufer des Flusses Semois von Monthermé entlang nach Hautes-Rivières. Er wurde am 19. Oktober 1901 eröffnet und am 1. Mai 1914 bis nach Sorendal verlängert.
Gleich zu Beginn des Ersten Weltkriegs bauten die deutschen Streitkräfte die Gleise ab, um die Schienen abzutransportieren und anderswo wieder zu verlegen. In der Nachkriegszeit wurde die Strecke wieder aufgebaut und 1938 wurde sie bis zur belgischen Grenze bei Bohan-sur-Semois verlängert. Sie wurde am 17. Oktober 1938 für den grenzüberschreitenden Verkehr in Betrieb genommen. Die CA-Züge fuhren nie weiter als bis Sorendal.
Die belgische Vizinalbahn erreichte Bohan erst 1935, weil umfangreichen Bauarbeiten an einem 220 Meter langen Tunnel und zwei Brücken durchgeführt werden mussten. Bei Beginn des Zweiten Weltkriegs wurde internationale Verkehr zwischen Frankreich und Belgien eingestellt und wurde nach dem Krieg nie wieder aufgenommen. Die Brücken und der Tunnel wurden beim Rückzug der Deutschen zerstört und nie wieder aufgebaut. Der französische Streckenabschnitt wurde 1950 stillgelegt.
Auf der Trasse der ehemaligen Strecke wurde ein Radwanderweg angelegt, der 2016 eröffnete Trans-Semoysienne.

## Betrieb
Die Traktion erfolgte durch eine Corpet-Louvet-Dampflokomotive mit 24 Tonnen Dienstgewicht, an die ein mit Wasser, Kohle und 10-kg-Briketts beladener Tender gekoppelt war. Sie konnte zwei Personenwagen und mehrere Güterwagen ziehen. Die Strecke verfügte über drei Drehscheiben, um die Lokomotiven in Monthermé, Hautes-Rivières und Sorendal zu wenden.

## Bahnhöfe

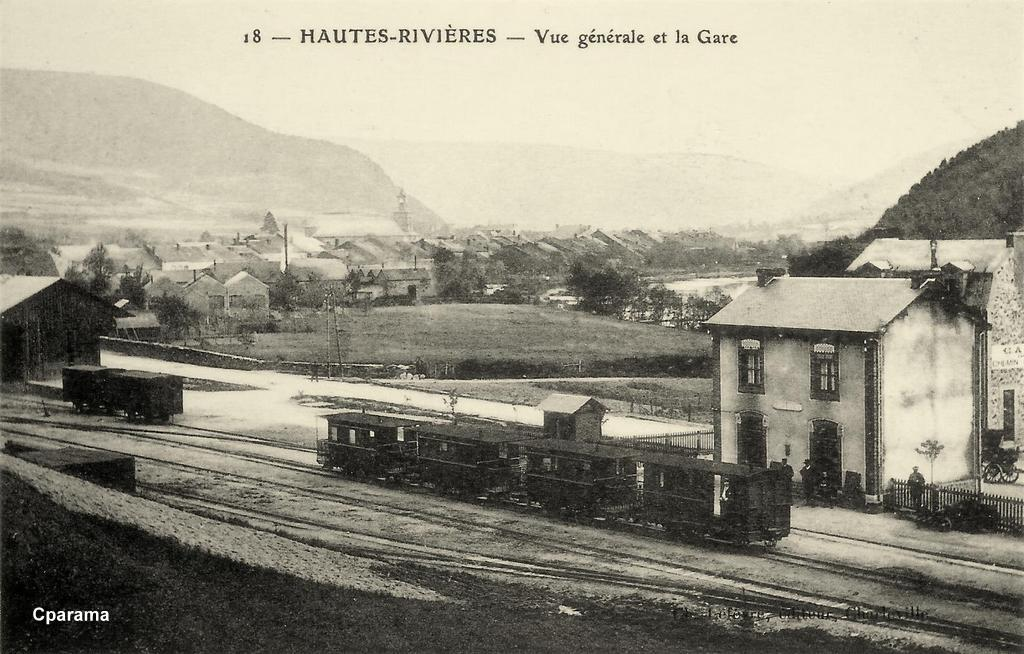
Hautes-Rivières
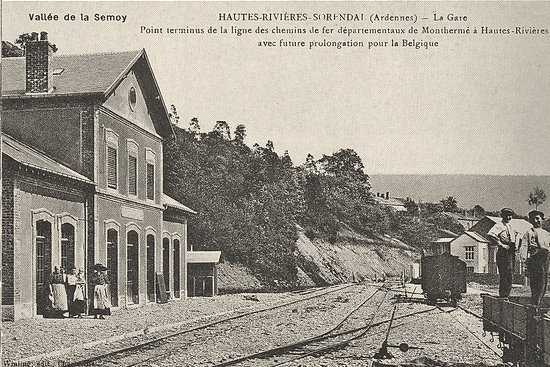
Endstation der Kleinbahn in Sorendal mit zukünftiger Verlängerung nach Belgien